# Eyralpenus
Eyralpenus é um género de traça pertencente à família Arctiidae.

## Espécies
- Eyralpenus inconspicua (Rothschild, 1910)
- Eyralpenus kovtunovitchi Dubatolov, 2011
- Eyralpenus postflavida (Rothschild, 1933)
- Eyralpenus scioana (Oberthür, 1879 [1880])
  - Eyralpenus scioana intensa (Rothschild, 1910)
  - Eyralpenus scioana paucipunctata (Kiriakoff, 1963)
- Eyralpenus sublutea (Bartel, 1903)
- Eyralpenus testacea (Walker, 1855)
- Eyralpenus trifasciata (Holland, 1892)

### SubgéneroPareyralpenusDubatolov & Haynes, 2008
- Eyralpenus diplosticta (Hampson, 1900)
- Eyralpenus meinhofi (Bartel, 1903)
- Eyralpenus quadrilunata (Hampson, 1901)